# Głowica pocisku rakietowego
Głowica pocisku rakietowego – wierzchołek kadłuba pocisku rakietowego. 
Posiada kształt ostrołuku albo stożka mający przytępiony lub zaokrąglony wierzchołek. W głowicy znajduje się najczęściej ładunek bojowy posiadający zapalnik, czasami również część aparatury pokładowej, np. samonaprowadzania. Wykonuje się je ze stopów żaroodpornych, ze zbrojonych tworzyw sztucznych, których celem jest ochrona przed skutkami nagrzewania aerodynamicznego. Głowice oddzielające mają zastosowanie w pociskach balistycznych średniego oraz dużego zasięgu, które przed ponownym wejściem w gęste warstwy atmosfery oddzielają się od kadłuba. Najbardziej narażony na nagrzewanie aerodynamiczne jest wierzchołek pocisku, który chroni się poprzez zastosowanie osłony oddającej ciepło. Wierzchołek jest pokryty materiałem, który pod wpływem wysokiej temperatury ulega ablacji, a ciepło odprowadzone podczas procesu utrzymuje temperaturę materiału głowicy w dopuszczalnych granicach, unikając zniszczenia. Boczna powierzchnia głowicy, która się oddziela może być karbowana, pełniąc rolę aerodynamiczną podczas przebijania się głowicy przez gęste warstwy atmosfery.